# 독일연방철도

독일연방철도(Deutsche Bundesbahn, DB)는 1948년 9월 7일 DRG(Deutsche Reichsbahn-Gesellschaft)의 후속으로서 완전히 새로 설립된 서독(FRG)의 국가 철도이다. 독일의 재통일 시점까지 서독의 국가 철도로 남아있다가 동독 독일연방철도(DR)와 합병되면서 1994년 1월 1일 독일철도가 설립되었다.

## 같이 보기
- 독일철도